# إلاديو زاريت
إلاديو زاريت (بالإسبانية: Eladio Zárate)‏ هو لاعب كرة قدم ومدرب كرة قدم باراغواياني في مركز الهجوم، ولد في 14 يناير 1942 في Alberdi, Paraguay ‏ في باراغواي. لعب مع أوليمبيا أسونسيون ونادي أونيفرسيداد دي تشيلي.